# Chahār Mahan
Chahār Mahan (persiska: چهار مهن) är en ort i Iran.   Den ligger i provinsen Khorasan, i den nordöstra delen av landet, 700 km öster om huvudstaden Teheran. Chahār Mahan ligger 1 175 meter över havet och antalet invånare är 402.
Terrängen runt Chahār Mahan är platt åt nordost, men åt sydväst är den kuperad.Runt Chahār Mahan är det ganska glesbefolkat, med 35 invånare per kvadratkilometer. Närmaste större samhälle är Chenārān, 15,0 km sydost om Chahār Mahan. Trakten runt Chahār Mahan består till största delen av jordbruksmark.